# Источник мягких повторяющихся гамма-всплесков
Источник мягких повторяющихся гамма-всплесков является астрономическим объектом, который производит мощные всплески гамма-излучения и рентгеновских лучей с нерегулярной периодичностью. Предполагается, что они являются одним из подтипов магнетаров или нейтронными звёздами с пылевыми дисками вокруг них. По-английски эти объекты обозначаются аббревиатурой SGR (Soft Gamma Repeaters), в статьях на русском языке часто применяется аббревиатура МПГ.
5 марта 1979 года был замечен мощный всплеск гамма-излучения. Так как он был зарегистрирован несколькими приёмниками находившихся в разных местах в Солнечной системе, то удалось определить его направление, и было показано, что излучение приходят от остатка сверхновой в Большом Магеллановом Облаке. Со временем стало ясно, что это не обычный гамма-всплеск: фотоны были менее энергичны и находились в мягком диапазоне гамма-излучения и жёстком диапазоне рентгеновского излучения, также были зарегистрированы повторные непериодические всплески приходившие из той же области.
Астроном Хрисса Кувельоту (Chryssa Kouveliotou) из Центра космических полётов имени Маршалла НАСА решила проверить теорию, что мягкие повторяющиеся гамма-всплески производятся магнетарами, В соответствии с теорией, вспышки должны вызывать замедление вращения объекта, поскольку пыль выпадающая на нейтронную звезду увеличивает её диаметр и как следствие снижает момент вращения. В 1998 году она сделала тщательные сравнения периодичности объекта SGR 1806-20. Его период возрос на 0,008 секунды с 1993 года, и она подсчитала, что это можно было бы объяснить воздействием магнетара с магнитным полем порядка 8⋅1010 тесла (8⋅1014 Гс). Этого было достаточно, чтобы убедить международное астрономическое сообщество, что источниками мягких повторяющихся гамма-всплесков являются действительно магнетары.

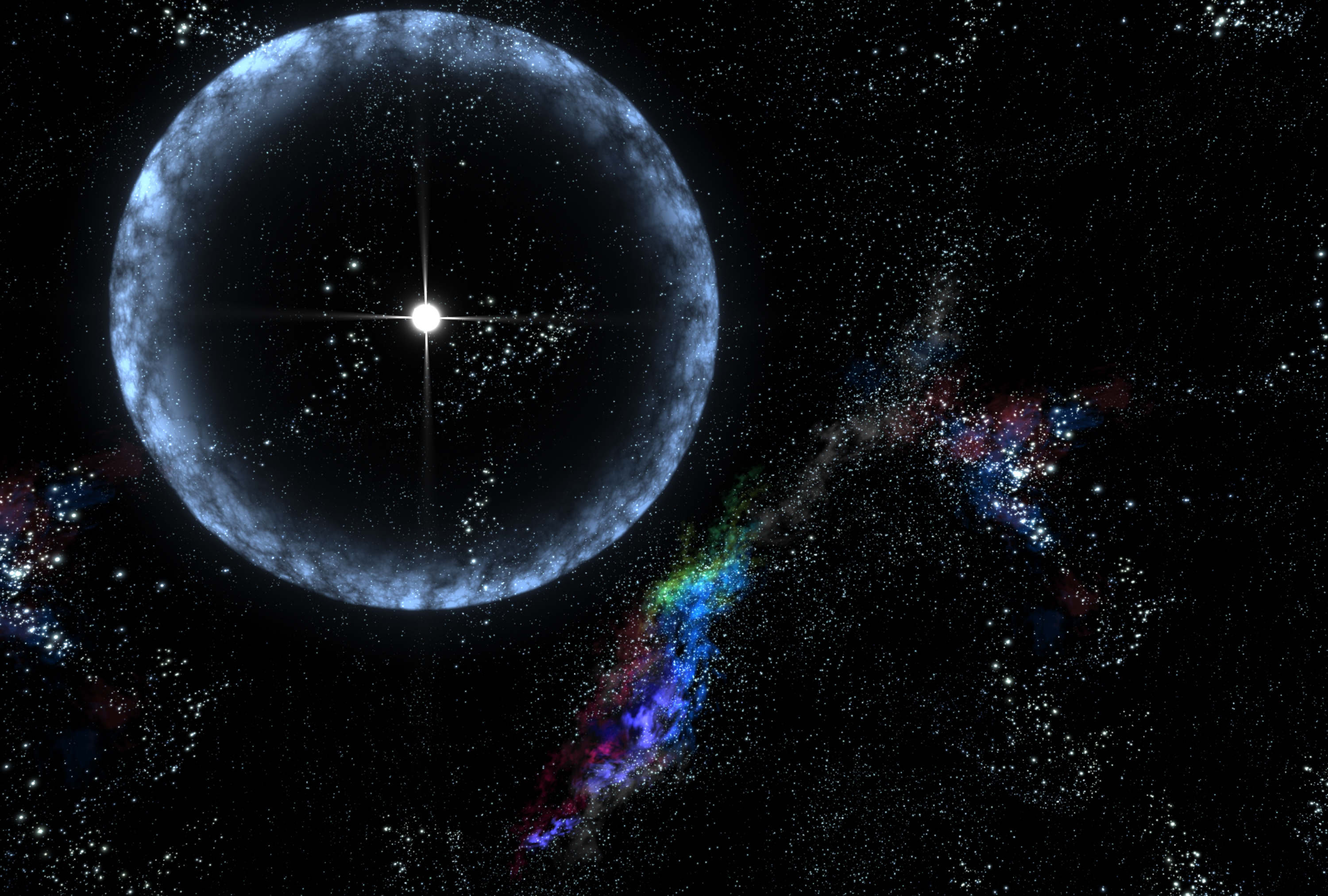
27 декабря 2004 года, всплеск гамма-лучей, прибывших в нашу солнечную систему от SGR 1806-20 (изображено в представлении художника). Взрыв был настолько мощным, что воздействовал на атмосферу Земли, на расстоянии свыше 50 000 световых лет.

Известная теория МПГ утверждает, что вспышки вызваны «звездотрясениями», происходящими на поверхности твёрдой коры магнетара. Поскольку происходят колоссальные изменения силовых линий магнитного поля магнетара, кора деформируется под действием больших магнитных сил, что зачастую приводит к её разрушению. Растрескивание коры вызывает её колебания с образованием сейсмических волн, подобных тем, которые образуются во время землетрясений, и выбрасывается вспышка гамма-излучения.
27 августа 1998 года наблюдался необычайный мягкий всплеск гамма излучения от объекта SGR 1900 +14. Несмотря на большое расстояние до этого МПГ, оцениваемое в 20 000 световых лет, взрыв произвёл большой эффект на атмосферу Земли. Атомы в ионосфере, которые обычно ионизуются излучением Солнца днём и рекомбинируют в нейтральные атомы ночью, были ионизованы в ночное время на уровне, не намного ниже, обычного дневного уровня. Орбитальная рентгеновская обсерватория (RXTE), зарегистрировала сильный сигнал от этого всплеска в это время, даже несмотря на то, что она была направлена на другую часть неба.
| Объект         | Год открытия | Примечание |
| -------------- | ------------ | --- |
| SGR 0525-66    | 1979         | Расстояние 165 тысяч световых лет.                                                                                  |
| SGR 1806-20    | 1979/1986    | Самый мощный зарегистрированный гамма-всплеск от МПГ за всё время наблюдений. Зарегистрирован 27 декабря 2004 года. |
| SGR 1900+14    | 1979/1986    | Расстояние 20 тысяч световых лет.                                                                                   |
| SGR 1627-41    | 1998         | |
| SGR J1550-5418 | 2008         | Период вращения — один раз в 2,07 секунды — самый быстровращающийся магнетар.                                       |
| SGR 0501+4516  | 2008         | Расстояние 15 тысяч световых лет; рентгеновские вспышки обнаружены спутником Свифт 22 августа 2008 года.            |
| SGR 0418+5729  | 2009         | Расстояние 6,5 тысяч световых лет.                                                                                  |
| SGR 1833-0832  | 2010         | |

Цифры в обозначениях МПГ дают положение объекта на небе, например, SGR 0526-66 имеет прямое восхождение 5h26m и склонение −66°. Дата открытия иногда даётся в формате 1979/1986: первая цифра обозначает год, когда объект был обнаружен, а вторая (1986) — год, когда источники был распознаны как МПГ и были выделены в отдельный класс объектов, чтобы не смешивать с «нормальными» гамма-всплесками.